# نبرد کالابریا

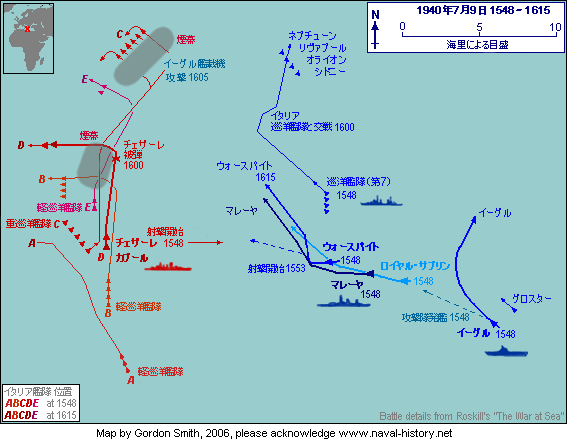
نبرد کالابریا

نبرد کالابریا یک نبرد در جنگ جهانی دوم بود که در ۹ ژوئیه ۱۹۴۰ در کالابریا در جنوب ایتالیا روی داد.